# Josiah Zayner

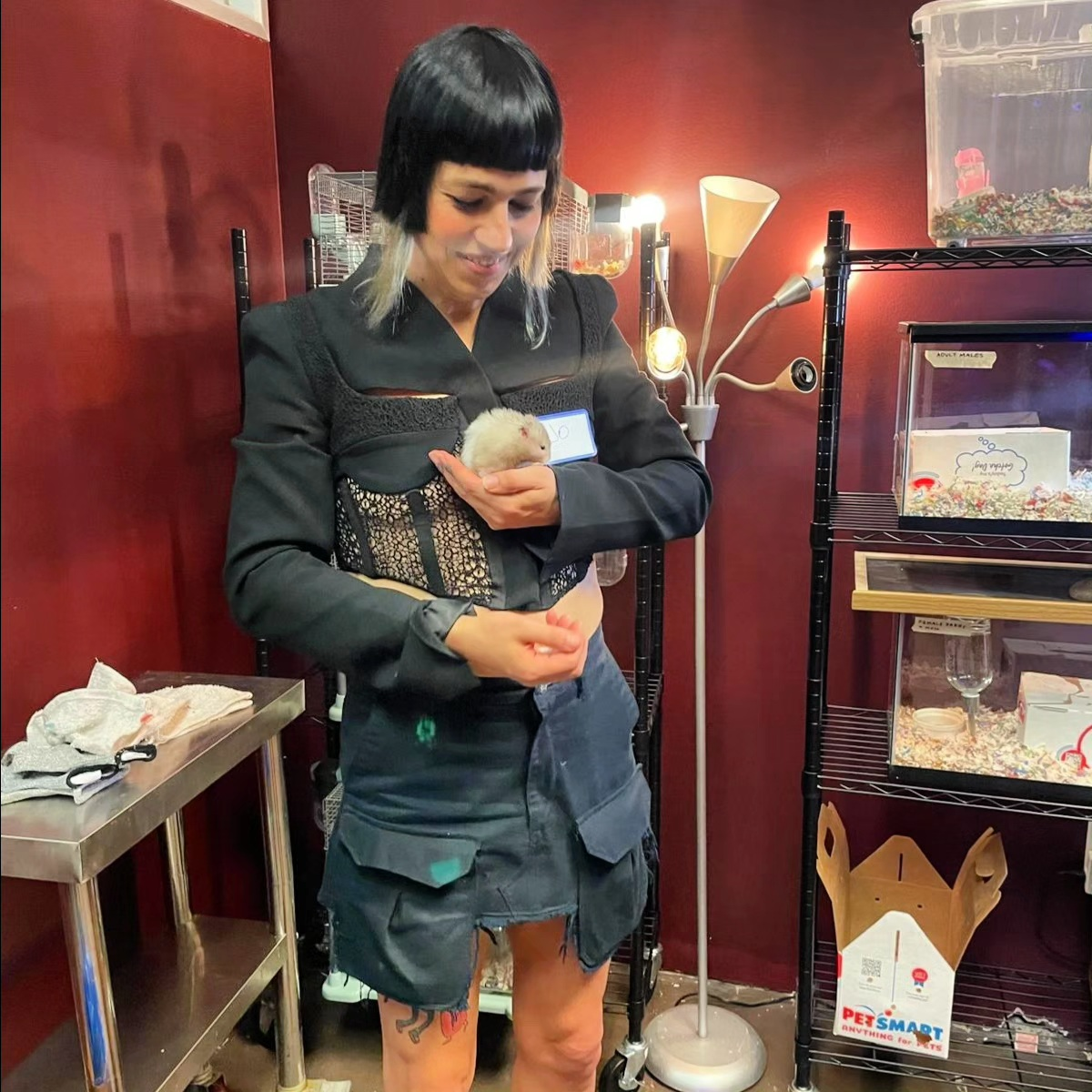
Josie Zayner

Josie Zayner (vormals Josiah Zayner, alternative Jo; * 8. Februar 1981 in Indiana) ist eine US-amerikanische Biohackerin, Künstlerin und Wissenschaftlerin. Sie ist vor allem für ihre Experimente bekannt, mit denen sie einem Laienpublikum die Gentechnik zugänglich macht.

## Leben und Wirken
Zayner wuchs in ärmlichen Verhältnissen in einer Farm in Indiana auf. Im Alter von 19 Jahren arbeitete sie bei Motorola als Netzingenieurin und Programmiererin. Sie erwarb einen Bachelorabschluss in Pflanzenbiologie an der Southern Illinois University und einen Masterabschluss in Zell- und Molekularbiologie an der Appalachian State University in Boone, North Carolina. 2013 erhielt sie einen Ph.D. in Biophysik von der University of Chicago. Zayner arbeitete anschließend für zwei Jahre bei der NASA als Forscherin am Ames Research Center in Kalifornien, wo sie an der Entwicklung von Lebensräumen für Marskolonien mitarbeitete. 2016 verließ sie die NASA allerdings wieder und beschäftigte sich fortan mit einer Crowdfunding-Kampagne, die es Laien ermöglichen sollte, mit CRISPR/Cas im eigenen Zuhause zu experimentieren. Außerdem führte sie The ODIN (Open Discovery Institute) weiter, ein Unternehmen, das sie während ihres Studiums gegründet hatte und das Bausätze aus der Synthetischen Biologie zum Experimentieren für Zuhause verkauft. Der wichtigste Berater des Unternehmens ist George Church, Professor für Genetik an der Harvard Medical School und Direktor von PersonalGenomes.org.
Zayner bezeichnet sich selbst als Biohackerin und handelt nach der Überzeugung, dass die breite Öffentlichkeit – und vor allem auch marginalisierte Bevölkerungsschichten – an wissenschaftlichen Experimenten teilhaben können muss, statt sie nur den Forschern im Labor zu überlassen. Laut eigenen Angaben empfand sie die akademisch-wissenschaftliche DIY-Biologie-Gemeinschaft als exklusiv und hierarchisch. Ihre CRISPR/Cas-Kit-Kampagne fiel mit einer breiten öffentlichen Debatte über genetische Veränderungen zusammen. Kritiker wie Tom Burkett bemängeln die fehlenden Sicherheitsstandards von Zayners Kits bzw. dessen Vermarktung, da in einem Werbevideo die Petrischalen in denselben Kühlschrank gelagert wurden, in dem sich auch Lebensmittel befinden. Laut Alondra Nelson, Professor für Soziologie an der Columbia University, bleibe das Experimentieren mit DNA trotz Zayners Bemühen noch die Sache einer privilegierten Schicht, da dafür dennoch viel Geld und Zeit vonnöten seien. Das CRISPR/Cas-Kit von The ODIN wurde 2019 bei Nature Design Triennale von Cooper Hewitt ausgestellt.
Im Februar 2016 experimentierte Zayner mit einer Ganzkörper-Mikrobiom-Transplantation an sich selbst und versuchte damit, seine Magen-Darm- sowie andere gesundheitliche Probleme zu behandeln. Das Mikrobiom aus den Fäkalien des Spenders wurde erfolgreich in seinen Darm transplantiert, wie die DNA-Sequenzierung von Proben ergab. Das Experiment wurde von den Filmemachern Kate McLean und Mario Furloni dokumentiert und in den Dokumentarfilm Gut Hack (2017) umgesetzt.
Im Dezember 2016 stellte Zayner ein fluoreszierendes Bier her, indem sie Hefe so manipulierte, dass sie das grün leuchtende Protein von Quallen enthält. The ODIN brachte daraufhin Kits auf den Markt, mit denen jeder seine eigene fluoreszierende Hefe herstellen kann, was auf Kontroversen stieß, da die US-amerikanische Lebensmittelbehörde Food and Drug Administration erklärte, dass das leuchtende Protein als Farbzusatzstoff angesehen werden könne.
Zayner ist in der Netflix-Show Unnatural Selection (deutsch: Unnatürliche Auswahl) zu sehen, eine Dokumentarserie, die einen Überblick über die Gentechnik gibt und im Oktober 2019 veröffentlicht wurde.
Während der weltweiten Coronapandemie testete Zayner im Jahr 2020 zusammen mit David Ishee und Dariia Dantseva, die gemeinsam die Biohacker-Gruppe The Central Dogma Collective (CDC) bilden, einen Impfstoff gegen den Coronavirus auf DNA-Basis an sich selbst aus und übertrugen den Prozess per Livestream.
Zayner ist Transgender. Sie war bekannt als Josiah Zayner.

## Kunst

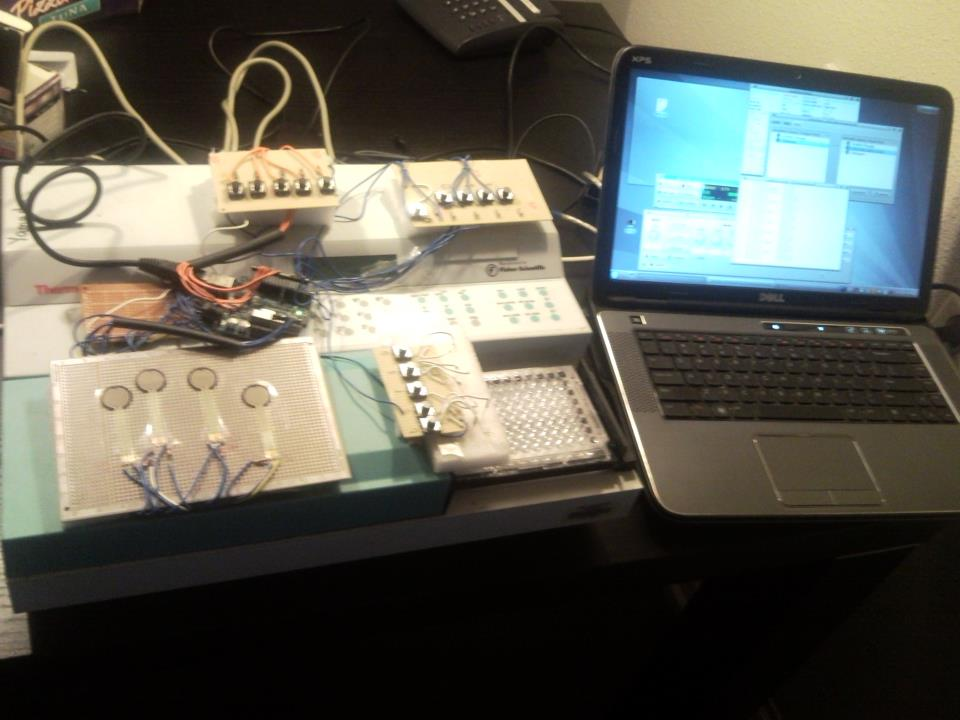
Das Chromochord

Während ihres Studiums an der University of Chicago schuf Zayner ein Musikinstrument, das Chromochord, das licht-, sauerstoff- und spannungsempfindliche Proteine stimuliert und deren Reaktionen in Musik umsetzt. Zusammen mit dem Komponisten Francisco Castillo Trigueros erhielt sie ein Stipendium der Universität, um Musik zu komponieren und audiovisuelle Kunstinstallationen unter Verwendung des Instruments zu schaffen. Zayner veranstaltete eine musikalische Performance mit dem Chromochord im New Yorker MoMA PS1.
Zayner war Gastkünstlerin in den Stochastic Labs in Berkeley, Kalifornien, wo sie mit der Medienkünstlerin Lynn Hershman Leeson mit The Infinity Engine eine Installation zum Thema Gentechnik schuf, zu der auch ein von Zayner entworfener Raum gehört, in dem versucht wird, die DNA einer Person anhand ihres Fotos zu rekonstruieren. Die Installation wurde im ZKM und in den Deichtorhallen gezeigt.
Die Arbeiten von Zayner wurden unter anderem im San Francisco Museum of Modern Art, im Smithsonian Design Museum und im Philadelphia Museum of Art ausgestellt.